# А на море белый песок
«А на море белый песок» — песня российской певицы Жанны Фриске, выпущенная в 2009 году. Она была написана Андреем Грозным (Горзием) на стихи Екатерины Раковой. Песня попала в десятку лучших радиочарта СНГ, а также была удостоена диплома «Песни года» и статуэтки «Золотого граммофона».

## Музыкальное видео
Музыкальное видео на песню было снято в Лос-Анджелесе. Режиссёром стал Павлом Худяковым.

## Версия группы «Блестящие»
21 июля 2023 года группа «Блестящие», солисткой которой некогда была Фриске, выпустила ремейк песни с использованием её вокала. 14 июня 2024 года группа «Блестящие», включая бывших участниц Юлию Ковальчук, Анну Семенович и Наталью Фриске, во время «Премии Муз-ТВ» исполнила эту версию в память о Жанне Фриске, тогда же посмертно ей была вручена награда «Легенда российской популярной музыки».

## Чарты

### Еженедельные чарты
| Чарт (2009—2025)   | Высшая позиция |
| ------------------ | -------------- |
| Казахстан (TopHit) | 39             |
| Россия (TopHit)    | 14             |
| СНГ (TopHit)       | 10             |
| Украина (TopHit)   | 6              |

### Ежемесячные чарты
| Чарт (2010)        | Высшая позиция |
| ------------------ | -------------- |
| Россия (TopHit)    | 13             |
| СНГ (TopHit)       | 13             |
| Украина (TopHit)   | 6              |
| Чарт (2025)        | Высшая позиция |
| Казахстан (TopHit) | 57             |

### Годовые чарты
| Чарт (2009)      | Позиция |
| ---------------- | ------- |
| Россия (TopHit)  | 116     |
| СНГ (TopHit)     | 111     |
| Чарт (2010)      | Позиция |
| Россия (TopHit)  | 40      |
| СНГ (TopHit)     | 36      |
| Украина (TopHit) | 32      |